# Giovanni De Benedictis
Giovanni De Benedictis (* 8. ledna 1968, Pescara) je bývalý italský atlet, jehož specializací byla sportovní chůze.

## Kariéra
První výrazný úspěch na mezinárodní scéně zaznamenal v roce 1985 na ME juniorů v Chotěbuzi, kde získal bronz v chůzi na 10 km. O dva roky později se stal v Birminghamu na stejné vzdálenosti juniorským mistrem Evropy.
Na Mistrovství světa v atletice 1991 v Tokiu dokončil závod (20 km) v osobní rekordu 1.20:29 na 4. místě. Mezi jeho největší úspěchy patří bronzová medaili z chůze na 20 km, kterou vybojoval v roce 1992 na letních olympijských hrách v Barceloně. Reprezentoval také na olympiádách v Soulu 1988, Atlantě 1996, Sydney 2000 a v Athénách 2004, avšak bez větších úspěchů. Na MS v atletice 1993 ve Stuttgartu si došel v čase 1.23:06 pro stříbro. Na evropském šampionátu 1994 v Helsinkách skončil čtvrtý.
V roce 1992 se stal v italském Janově halovým mistrem Evropy v chůzi na 5 km. Trať zvládl v čase 18:19,97 a dodnes ho tento výkon řadí na 6. místo v dlouhodobých tabulkách. Již na halovém ME 1989 v nizozemském Haagu vybojoval bronz a o rok později na halovém ME ve skotském Glasgow bral stříbro.